# Svaltingsläktet
Svaltingsläktet (Alisma) är ett släkte i växtfamiljen svaltingväxter nio arter. De förekommer numera över hela världen, men är ursprungligen från den norra hemisfären.